# Festival international du scoop et du journalisme
Le festival du scoop et du journalisme était un festival français se déroulant tous les ans à Angers, dans le département de Maine-et-Loire. Sa dernière édition angevine eut lieu en novembre 2010. L'année suivante, le festival déménagea à Lille puis, après cette édition, l'organisateur annonça qu'il ne reconduirait pas cette manifestation.

## Présentation
Chaque année, le festival angevin du scoop abordait un thème de société : « La femme au cœur d'une réflexion sur le journalisme et l'Histoire », « Journalisme et Histoire », « Environnement et Information : ... le rôle des Médias... ».
Des débats et des colloques s'y déroulent, rassemblent pendant plus d'une semaine plus d'un millier de journalistes, ainsi que des historiens et autres témoins privilégiés du XXe siècle. On y aborde des thèmes transversaux, des sujets scientifiques, géopolitiques ou de société. Des trophées sont également remis en récompense des meilleurs reportages de l'année,. Le festival accueille les grands noms de la presse française et étrangère.
Autour de ces échanges et rencontres, se tiennent des expositions et des ateliers. Au-delà de sa vocation professionnelle, le festival propose des actions éducatives à destination du public et auprès des jeunes (collèges et lycées), permettant de mieux connaître le milieu de l'information et du journalisme. Partenaire du festival, le Clemi (Centre de liaison de l'enseignement et des moyens d'information) organise une formation de deux jours sur le site de la manifestation permettant aux enseignants de rencontrer les journalistes présents. Il participe également à l'organisation de l'animation des demi journées réservées aux scolaires.
Le « Festival du scoop et du journalisme » délocalise un certain nombre d'évènements dans sa programmation. Certaines journées et soirées sont organisées à Cholet ou à Château-Gontier.

## Historique
C'est en 1985, sous la présidence d'Edward Behr, qu'est créé à Angers le Festival du scoop et du journalisme.
En 2007, le festival d'Angers affiche depuis l'origine :
- 1 200 journalistes ;
- 150 000 spectateurs pour une soixantaine de débats, rencontres et ateliers ;
- un demi million de visiteurs pour la trentaine d'expositions présentées annuellement ;
- 10 émissions de télévision, dont trois années de suite Des Racines et des Ailes de France 3 ;
- 18 prix dotés, dont le Grand prix Jean-Louis Calderon.

Dans le cadre d'une révision du budget, le maire d'Angers Jean-Claude Antonini décide en mars 2009 de supprimer  l'aide de 142 000 € accordée par la ville au Festival du scoop. L'existence du festival s'en trouve dès lors menacée.
En 2010, c'est la 25e édition, dont Patrick de Carolis en est le président d'honneur. Les organisateurs y indiquent que c'est la dernière édition angevine.
L'année suivante, en 2011, le festival se déplace à Lille, où il s'intitule alors Scoop Grand Lille, le festival européen du journalisme,,.
En octobre 2012, l'équipe d'EVA-flash informe qu'elle ne reconduira pas le « festival du scoop ».

## Thèmes par année
Chaque année, le festival abordait un thème différent :
- En 1993, Le journalisme en temps de guerre, l'Algérie, la justice[1] ;
- En 2004, Violence et Journalisme ;
- En 2005, Journalisme et Histoire ;
- En 2006, Le Sport et les Médias ;
- En 2007, Environnement et information ... le rôle des médias ... ;
- En 2008, La femme ... acteur du siècle[12] ;
- En 2009, Peopolisation de l'information : où va le journalisme ;
- En 2010, La presse et le pouvoir, le pouvoir et la presse[8].

## Fonctionnement
Le festival du scoop et du journalisme était organisé par l'association EVA-flash. Alain Lebouc en assurait la direction en novembre 2010.
Le budget de l'édition 2011 était d'environ 300 000 €.
Les partenaires du festival d'Angers : la ville d'Angers (jusqu'en 2008), le conseil général de Maine-et-Loire, le conseil régional des Pays de la Loire, l'ADEME, les ministères de la Culture et des Sports, le CNRS, l'Alliance française, Reporters sans frontières, Médecins sans frontières, France terre d'asile, de grandes écoles d'Angers (ESA, ESAIP, Agro-campus ouest (INH), ESSCA, ESEO, ENSAM), des agences de presse mondiales.